# Sweet/Vicious
Sweet/Vicious es una serie de televisión estadounidense creada por Jennifer Kaytin Robinson para MTV. La serie gira en torno a las actividades de Jules y Ophelia, dos estudiantes universitarias que actúan secretamente como vigilantes en el campus que atacan a los agresores sexuales. La serie aborda las consecuencias emocionales de la victimización, así como los defectos en el sistema de justicia en lo que respecta a la presentación de informes.
En septiembre de 2015, fue anunciado que MTV ordenó el piloto de la cual originalmente se titularía Little Darlings. El 14 de diciembre de 2015, se anunció que MTV recogería la serie. El 21 de abril de 2016, se anunció que pasaría a llamarse Sweet/Vicious.
La filmación comenzó el 4 de mayo de 2016. Se estrenó en MTV y en MTV app el 15 de noviembre de 2016.
El 28 de abril de 2017, MTV anunció que Sweet/Vicious fue cancelada tras una sola temporada emitida.

## Elenco

### Principales
- Eliza Bennett como Jules Thomas.
- Taylor Dearden como Ophelia Mayer.
- Brandon Mychal Smith como Harris James.
- Nick Fink como Tyler.
- Stephen Friedrich como Evan.

### Recurrentes
- Dylan McTee como Nate Griffin.
- Aisha Dee como Kennedy.
- Skyler Day como Mackenzie.
- Victoria Park como Gaby Cho.
- Lindsay Chambers como Fiona Price.
- Matt Angel como el oficial Mike Veach.
- Stephen Friedrich como Evan.
- Ethan Dawes como Miles Forrester.
- Max Ehrich como Landon Mays.
- Corinne Foxx como Rachel.
- Drew Hellenthal como Tommy Cope.
- James MacDonald como el oficial Ballard.
- Carter Jenkins como Will Powell.
- Gerald Downey como el entrenador Howard.

## Episodios
| N.º (temp.) | Título                      | Director       | Guionista(s)                    | Primera emisión         | Audiencia (en millones) |
| ----------- | --------------------------- | -------------- | ------------------------------- | ----------------------- | ----------------------- |
| 1           | «The Blueprint»             | Joseph Kahn    | Jennifer Kaytin Robinson        | 15 de noviembre de 2016 | 0.27                    |
| 2           | «The Writing's on the Wall» | Joseph Kahn    | Jennifer Kaytin Robinson        | 22 de noviembre de 2016 | 0.18                    |
| 3           | «Sucker»                    | Brian Dannelly | Amanda Lasher                   | 29 de noviembre de 2016 | 0.14                    |
| 4           | «Tragic Kingdom»            | Brian Dannelly | Celeste Ballard                 | 6 de diciembre de 2016  | 0.19                    |
| 5           | «All Eyez on Me»            | Todd Biermann  | M. Scott Veach                  | 13 de diciembre de 2016 | 0.14                    |
| 6           | «Fearless»                  | Todd Biermann  | Jared Frieder                   | 3 de enero de 2017      | 0.17                    |
| 7           | «Heartbreaker»              | Elodie Keene   | Jennifer Kaytin Robinson        | 10 de enero de 2017     | 0.14                    |
| 8           | «Back to Black»             | Elodie Keene   | Jared Frieder & Celeste Ballard | 17 de enero de 2017     | 0.16                    |
| 9           | «An Innocent Man»           | Leslie Libman  | Amanda Lasher                   | 24 de enero de 2017     | 0.24                    |
| 10          | «Pure Heroine»              | Leslie Libman  | Jennifer Kaytin Robinson        | 24 de enero de 2017     | 0.18                    |

## Recepción
La serie recibió críticas muy favorables, y tiene un porcentaje de 100% en Rotten Tomatoes basado en comentarios de 10 críticos.